# Макс Кахан
Макс Кахан (на немски: Max Kahane) е австрийски лекар-интернист, приятел на Фройд от ранните му години.

## Биография
Роден е през 1866 година във Виена, Австрия. През 1895 – 1896 посещава лекции на Фройд във Виенският университет (наред с други студенти, между които Закс и Садгер). Той е един от първите четирима членове на Психологическото общество на срядата, наред с Алфред Адлер. Остава член на обществото от самото му основаване през 1902 до 1907 г. От 1901 нататък е директор на Центъра за физическо лечение във Виена. Причините за скъсването с Фройд са неизвестни. Сред главните му публикации е Medizinisches Handlexikon fur praktische Aertze от 1908.
Самоубива се през 1923 година на 57-годишна възраст.